# Teeranun Chiangtha
Teeranun Chiangtha (Thai: ธีรนันท์ เชียงทา; * 11. November 1972) ist ein ehemaliger thailändischer Badmintonspieler.

## Sportliche Karriere
1992 startete Teeranun Chiangtha bei Olympia im Herreneinzel. Dort gewann er sein Erstrundenmatch gegen Broddi Kristjánsson aus Island und auch das zweite Spiel gegen Chris Jogis aus den USA. In der dritten Runde war Hermawan Susanto aus Indonesien jedoch eine Nummer zu groß für Chiangtha. Teeranun Chiangtha wurde somit in der Endwertung Neunter im Herreneinzel.
National siegte er bei den Thailändischen Meisterschaften 1994 im Herreneinzel, was jedoch sein einziger Titel dort bleiben sollte.